# Klaus Reschke
Klaus Reschke (* 7. Dezember 1953 in Oberau (Niederau); † 13. Januar 2008) war ein deutscher Sportschütze im Wurfscheibenschießen in der Disziplin Skeet.

## Leben und Karriere
Reschke war Teilnehmer der Olympischen Spiele 1972 in München und nahm am Skeet-Wettkampf teil, im Finale der besten Sechs belegte er den sechsten Platz. Vier Jahre später, bei den Olympischen Spielen 1976 in Montreal, schoss er sich wieder ins Finale und verfehlte die Medaillenränge mit dem vierten Platz nur knapp. Zusammen mit Michael Buchheim und Bernhard Hochwald wurde Reschke 1975 in München Mannschafts-Weltmeister. Vier Jahre zuvor war er Doppel-Vizeweltmeister (Einzel- und Mannschaftswettkampf) in Bologna bei der Weltmeisterschaft sowie Europameister und Vizeeuropameister mit der Mannschaft in Suhl geworden. Während seiner Kaderzeit in der DDR wurde er siebenmal DDR-Meister und dreimal Vizemeister. In der Zeit von der Wiedervereinigung bis 2005 wurde Reschke noch fünfmal Deutscher Meister und fünfmal Vizemeister und erhielt zweimal Bronze. Am 13. Januar 2008 verstarb Klaus Reschke im Alter von 54 Jahren.